# Amphithéâtre des Trois Gaules
 (septembre 2023).
L’amphithéâtre des Trois Gaules de Lugdunum (l'actuelle ville de Lyon) est un élément du sanctuaire fédéral des Trois Gaules dédié au culte de Rome et d’Auguste célébré par les soixante nations gauloises réunies à Lugdunum. Les vestiges de l'amphithéâtre font l’objet d’un classement au titre des monuments historiques depuis le 27 novembre 1961.

## Premier amphithéâtre
L’amphithéâtre se situe au pied de la colline de La Croix-Rousse au confluent du Rhône et de la Saône de l’époque. Une inscription gravée sur des blocs trouvés sur place en 1957 permet de le rattacher au sanctuaire de Rome et d’Auguste, et d’identifier son origine:

« […]E TI(beris) CAESARIS AVG(vsti) AMPHITHEATR

[…]ODIO C IVL C[?] RVFVS SACERDOS ROM(ae) ET AVG(vsti)

[…]FILII F. ET NEPOS  [-]X CIVITATE SANTON. D(e) S(ua). P(ecunia).FECERVNT »

Qui peut être complété ainsi :
« [… Pro salvt]/e Ti(beri) Caesaris Avg(vsti) amphitheatr[-…]

[……… cvm] pod/io C(aivs) Ivl(ivs) C(aii) f(ilivs) Rvfvs sacerdos Romae et Avg(vsti)

[…… C(aivs) Ivlivs C(aii) ?] filii f(ilivs) et nepos ex civitate Santon(orvm) d(e) s(va) p(ecvnia) fecervnt. »
« Pour le salut de Tibère César Auguste, C. Julius Rufus, citoyen de la cité des Santons, prêtre de Rome et d’Auguste, [et Caius Julius ?…] son fils et son petit-fils ont construit à leurs frais cet amphithéâtre et son podium »
La datation retenue pour ce don est de 19 apr. J.-C.. Les personnages qui financent la construction appartiennent à une vieille famille d'aristocrates gaulois de Saintes ayant reçu très précocement la citoyenneté romaine. La formule « filii f(ilius) » renvoie peut-être au désir d'affirmer l'ancienneté et la continuité de leur lignage, bien attestée sur l'arc de Germanicus de Saintes où une inscription fait connaître les ancêtres de Rufus.
D’autres pierres portant gravés les noms de nations gauloises (Arvernes, Tricasses, Bituriges) confirment l’attribution comme sanctuaire fédéral.
Les fouilles ont repéré un soubassement formé de trois murs elliptiques reliés par des murs de traverses et un canal entourant l’arène centrale ovale. Le terrain étant en légère pente, une voûte, aujourd’hui disparue, soutenait la partie sud de l’édifice. Les dimensions de l’arène, 67,6 mètres sur 42 mètres, sont analogues à celles des arènes de Nîmes ou celles d'Arles, en revanche le nombre réduit de gradins (probablement quatre niveaux) donnait à l’amphithéâtre des dimensions extérieures de 81 mètres sur 60 mètres, très inférieures à celles de l’amphithéâtre de Nîmes (133 mètres sur 101 mètres).
Le plus ancien amphithéâtre de Gaule ne sert, à l'origine, qu'aux délégués des soixante peuples qui se réunissent chaque année : il convient de leur offrir des distractions et, en politique prévoyant, Rufus tient à se faire bien voir. comme l'époque raisonne de plus en plus en termes de dynastie familiale, il associe son fils à cette œuvre.
L’amphithéâtre dans cette version sert aux jeux qui accompagnent le culte impérial, sa capacité réduite estimée à 1 800 places suffit pour les délégations des soixante nations gauloises.

## Agrandissement de l’amphithéâtre
L’amphithéâtre est agrandi à une date inconnue (voir ci-dessous), deux galeries sont ajoutées autour de l’ancien amphithéâtre, portant ses dimensions à 143,30 m x 117,35 m , ce qui est comparable a celles de l'amphithéâtre de Nîmes ou à celui d'Arles. Cette transformation porte sa capacité à environ 20 000 places et en fait un édifice ouvert à toute la population de Lugdunum et des environs. Les historiens situent ici le supplice de six martyrs de Lyon (sur 47), (dont Sainte Blandine et Saint Pothin) durant l'été 177 apr. J.-C..

### Ancienne hypothèse d'un agrandissement sous Hadrien

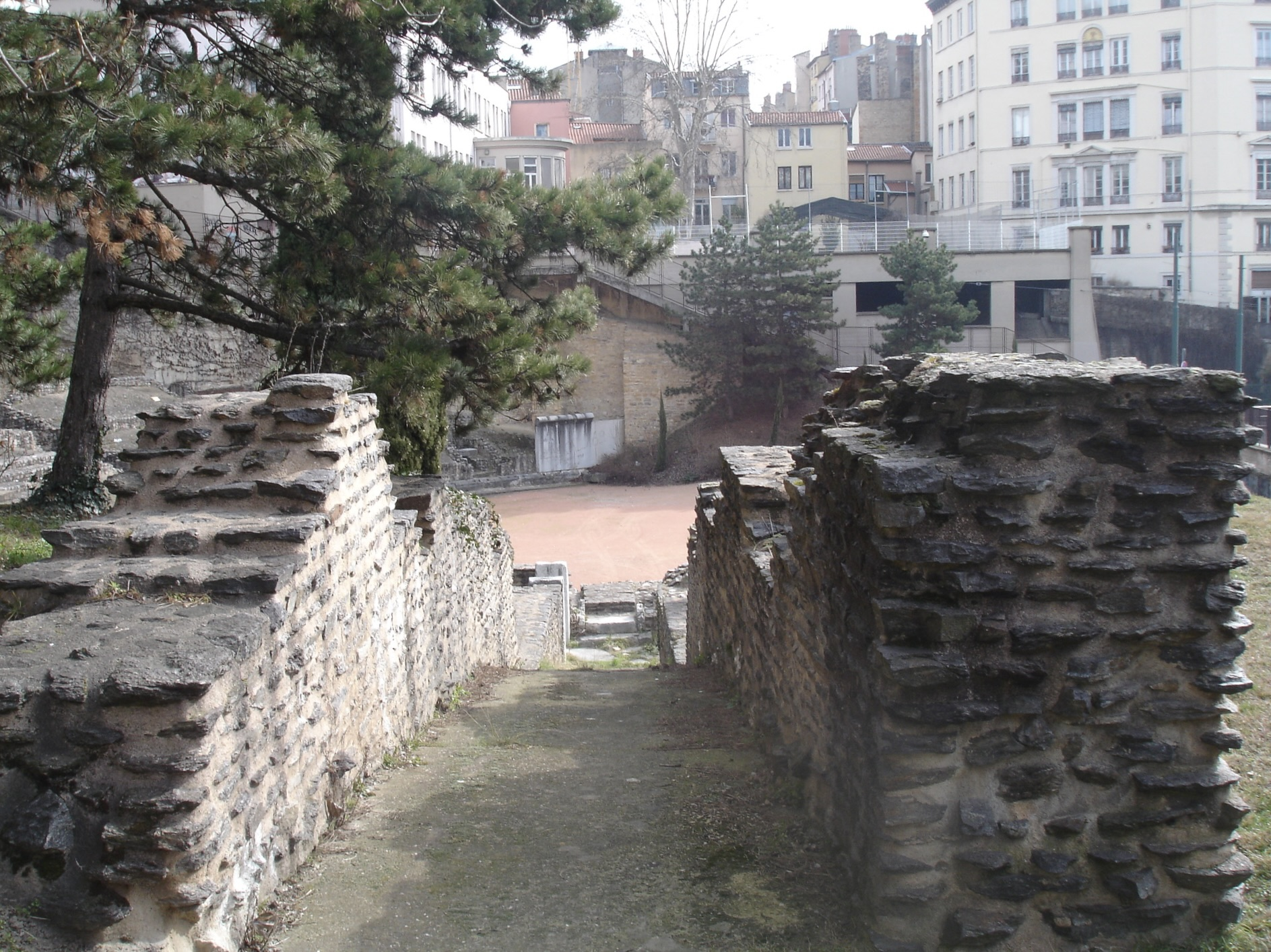
Murs-soubassement.

L'amphithéâtre est, par convention, daté du règne d'Hadrien après la découverte d'une inscription en 1957 près du canal qui entoure l'arène. Selon Jules Guey et Amable Audin, cette inscription fait indirectement référence à Caius Julius Celsus, procurateur de la Gaule lyonnaise en poste entre 130 apr. J.-C. et 136 apr. J.-C.. Ils reconstituent alors une inscription monumentale: 

« [(vide) D]ILECTALORI•PER•AQUITANICAE XI(?)•POPULOS•CURATORI•VI]AE•LIGN[IARAE TRIOMPHALIS »

— Guey et Audin 1964

### Critique de cette hypothèse
Le faible nombre de lettres conservé rend l'interprétation délicate. Le rapprochement avec la carrière de Caius Iulius Celsus est audacieuse. Même si cette identification est juste, plusieurs points imposent la prudence. La réalisation du mur de podium en choin est datée - à juste titre ou non - dans la seconde moitié du Ier siècle. Il n'est pas sûr, par ailleurs, que Caius Iulius Celsus soit procurateur précisément sous Hadrien. Même si on lit Caius Iulius Celsus, rien n'indique que l'inscription commémore le financement de la réfection de l'amphithéâtre. D'autres inscriptions, monumentales ou non, peuvent célébrer les largesses d'un bienfaiteur. Une inscription mentionne ainsi un certain Caius Vlattius, membre d'une riche famille lyonnaise. En outre, un fragment de chaperon en choin, attribué indûment à la balustrade du podium de l'amphithéâtre, présente une inscription en lettres monumentales. Il ne reste que deux lettres, NV, et sans doute le début d'un S, mais leur hauteur est de 17,5 cm.

« [(...)         D(...)]

[(...)AE•LIGN(...)] »

Selon Djamila Fellague, la pièce serait le chaperon d'un mur de parapet, mentionnant une évergesie ou des places réservées, avec la dernière ligne qui est probablement ajoutée dans un second temps.

## Redécouverte de l’amphithéâtre

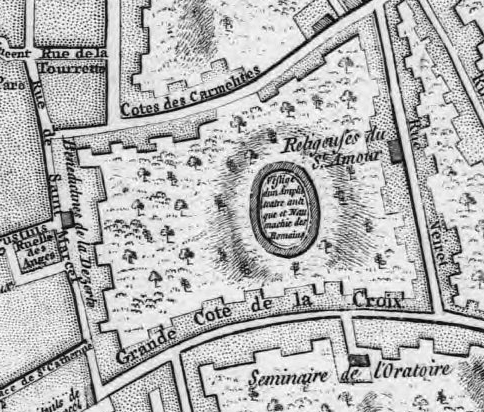
Détail du plan de Lyon en 1746, site de l'amphithéâtre confondu avec un emplacement de naumachie

Transformé en carrière après son abandon, le site est représenté dans un plan de Lyon du XVIe siècle qui indique la présence encore visible de quelques arcs (probablement des substructions) et d’un creux (l’arène) dit « Corbeille de la Déserte ».
Les érudits de la Renaissance et de l'époque moderne connaissent l'existence de l'amphithéâtre via plusieurs sources littéraires. Suétone fait allusion aux jeux organisés dans l'amphithéâtre, Juvénal fournit un élément topographique, Tacite rapporte lors de son récit du passage de Vitellius à Lyon de l'exécution de l'insurgé boïen Mariccus et enfin Eusèbe de Césarée reprend une lettre des chrétiens lyonnais narrant le martyre de 177.
Les premières fouilles entre 1818 et 1820 révélent le pourtour de l’arène. On rebouche en 1820, et on laisse les aménagements urbains du XIXe siècle détruire la partie sud des vestiges de l’amphithéâtre.
À partir de 1956, des fouilles sérieuses sont entreprises, suivies de campagnes de fouilles en 1966-1967, 1971-1972 et 1976-1978, pour obtenir les indications exposées ci-dessus. Les modestes vestiges qui subsistent (des murs de soutien pour une moitié de la superficie de l’amphithéâtre) sont intégrés au jardin des Plantes et se visitent.
En 1965, la reprise des fouilles organisées par l'archéologue Amable Audin dégage la portion sud de l'amphithéâtre, sous la chaussée de la rue Lucien-Sportisse. Son conseil de la garder en l'état n'est cependant pas suivi.